# Dicranopygium testaceum
Dicranopygium testaceum är en enhjärtbladig växtart som beskrevs av Gunnar Wilhelm Harling. Dicranopygium testaceum ingår i släktet Dicranopygium och familjen Cyclanthaceae. Inga underarter finns listade.